# Diana Klimova
Diana Klimova, née le 8 octobre 1996 à Tioumen, est une coureuse cycliste russe. Spécialiste des épreuves d'endurance sur la piste, elle participe également à des compétitions sur route.

## Biographie
Diana Klimowa commence sa carrière cycliste principalement sur piste. En 2014, elle remporte une médaille d'argent et une médaille de bronze aux championnats d'Europe juniors (moins de 19 ans). Après une pause loin de la compétition, elle fait son retour sur les vélodromes en 2016. Lors des championnats d'Europe espoirs 2017 (moins de 23 ans), elle se classe deuxième de la course à l'américaine avec Maria Petukhova. L'année suivante, chez les élites, elle remporte l'argent avec Gulnaz Badykova aux championnats d'Europe de Glasgow. Chez les espoirs, elle décroche deux titres européens en course aux points et en course à l'américaine (avec Maria Novolodskaya). En 2019, elle remporte avec Novolodskaya la médaille de bronze dans l'américaine aux Jeux européens de Minsk.
En 2020, elle signe un contrat avec l'équipe russe Cogeas-Mettler-Look. En février, elle remporte le Grand Prix Alanya et, après la pause due à la pandémie de COVID-19, elle devient championne de Russie sur route en août. En novembre, elle est à nouveau vice-championne d'Europe de l'américaine, cette fois avec Maria Novolodskaya.
À l'été 2022, elle est heurtée par une voiture alors qu'elle s'entraîne près de sa ville natale. Grièvement blessée, elle ne reprend l'entraînement qu'en 2023. En 2024, elle court de nouveau pour une équipe internationale, la formation Born to Win BTC City Ljubljana Zhiraf.

## Palmarès sur piste

### Championnats du monde
| Édition / Épreuve | Course à l'américaine |
| Hong Kong 2017    | 9e                    |

### Coupe du monde
- 2016-2017
  - 3e de l'américaine à Glasgow
- 2019-2020
  - 3e du scratch à Glasgow

### Coupe des nations
- 2021
  - 1re de l'américaine à Saint-Pétersbourg (avec Gulnaz Khatuntseva)
  - 2e de l'élimination à Saint-Pétersbour

### Championnats d'Europe
| Édition / Épreuve          | Course aux points | Scratch | Course à l'américaine      | Course à l'élimination |
| Anadia 2014 (juniors)      | Argent            | Argent  |                            |                        |
| Montichiari 2016 (espoirs) |                   | 6e      |                            |                        |
| Anadia 2017 (espoirs)      |                   |         | Argent                     | 4e                     |
| Aigle 2018 (espoirs)       | Or                |         | Or (avec Novolodskaya)     |                        |
| Glasgow 2018               |                   | 10e     | Argent (avec Badykova)     |                        |
| Plovdiv 2020               |                   |         | Argent (avec Novolodskaya) |                        |

### Jeux européens
| Édition / Épreuve | Course à l'américaine |
| Minsk 2019        | Bronze                |

### Championnats nationaux
- 2018
  -  Championne de Russie de l'américaine (avec Gulnaz Badykova)
  - 3e de l'omnium
- 2019
  -  Championne de Russie de l'américaine (avec 	Tamara Dronova)

## Palmarès sur route
- 2014
  - 8e du championnat d'Europe sur route juniors
- 2020
  -  Championne de Russie sur route
  - Grand Prix Alanya
- 2021
  - 2e du Grand Prix Velo Manavgat
- 2022
  - 2e du championnat de Russie du contre-la-montre

### Classements mondiaux
| Année                                 | 2018 | 2019 | 2020 | 2021 | 2022 |
| ------------------------------------- | ---- | ---- | ---- | ---- | ---- |
| Classement UCI                        | 255e | 157e | 73e  | 679e | 632e |
| UCI World Tour                        | nc   | nc   | 117e | nc   | nc   |
|                                       |      |      |      |      |      |
| Légende : nc = non classéSource : UCI |      |      |      |      |      |